# Goldach
Goldach is een plaats in Zwitserland. Het ligt in het kanton Sankt Gallen aan het Bodenmeer.